# Третий дивизион чемпионата мира по хоккею с шайбой
Третий дивизион чемпионата мира по хоккею с шайбой — ежегодное спортивное соревнование по хоккею с шайбой, проводимых под эгидой ИИХФ. Является четвёртым и до 2019 года, последним эшелоном чемпионатов мира по хоккею с шайбой. В 2019 году был организован IV дивизион. Дивизион третий был образован в 2003 году из команд, имевших самый низкий рейтинг в расформированном дивизионе D.
До 2012 года по итогам розыгрыша определялись две лучшие команды, которые выходят во второй дивизион. На смену им приходили две команды из второго дивизиона, занявшие последние места в своих группах. Начиная с 2012 года количество выходящих команд сократилось до одной.

## История
Деление на две группы в зависимости от результатов впервые было опробовано на чемпионате мира 1951 года. Это было связано с существенной разницей уровней команд, представленных на чемпионате. На протяжении десяти лет эта система работала не регулярно: в зависимости от количества заявившихся команд. Изменения вступили в силу в 1961 году, когда был создан рейтинг команд и начали ежегодно играть в три группы – A, B, C с прямым выходом и вылетом из группы. Исключением стали турниры 1962 и 1965 годов, когда играли только две группы. С 1967 года игры всех чемпионатов проводились одновременно. С 1969 года отдельно проводились соревнования в группе B и C, а с 1973 года турнир в каждой группе проводились отдельно. В 1987 году была добавлена группа D, победитель которой выходил в группу C. В турнире 1997 года вышло четыре команды, а в 2000 году в связи с изменением регламента аж семь команд. До 2000 года все группы рассматривались в рамках чемпионата мира по хоккею с шайбой.
В 2003 году был образован третий дивизион, в который вошли лишь 3 команды. До 2009 года включительно соревнования проводились в одной группе из (максимум) 6 команд, во второй дивизион выходили команды занявшие 2 первых места. В 2010 году команды были поделены на 2 группы по 4 команды в каждой, при этом победитель группы А выходил во второй дивизион напрямую, а в группе B проводился дополнительный матч за переход в вышестоящий дивизион между командами, занявшими первые два места. В 2011 году последний раз была использована система с выходом команд во второй дивизион занявших 2 первых места. Начиная с 2012 года выходить во второй дивизион стала лишь одна команда. Когда количество команд превышает шесть, то проводится предварительный квалификационный турнир.

## Структура
Соревнования проходят в один этап. Шесть команд в группе играют между собой. По итогам турнира команда, занявшая первое место, получает право играть в группе В второго дивизиона, а команда, занявшая последнее место, переходит в квалификационный турнир.  
Квалификационный турнир
В случае, если число команд, подавших заявки на участие в третьем дивизионе чемпионата мира по хоккею с шайбой, превышает максимальное количество, установленное регламентом, проводится предварительный квалификационный турнир. В квалификационном турнире участвуют команды с наименьшим рейтингом (новички чемпионатов мира, команды не участвующие в предыдущем чемпионате, команды, занявшие последние места в предыдущем третьем дивизионе). Победитель соревнования получает право на участие в третьем дивизионе чемпионата мира.